# Bistum Santos
Das Bistum Santos (lateinisch Dioecesis Santosensis, portugiesisch Diocese de Santos) ist eine in Brasilien gelegene römisch-katholische Diözese mit Sitz in Santos im Bundesstaat São Paulo.

## Geschichte
Das Bistum Santos wurde am 4. Juli 1924 durch Papst Pius XI. mit der Päpstlichen Bulle Ubi Praesules aus Gebietsabtretungen des Erzbistums São Paulo errichtet und diesem als Suffraganbistum unterstellt. Am 2. März 1968 gab das Bistum Santos Teile seines Territoriums zur Gründung des Bistums Itapeva ab. Weitere Gebietsabtretungen erfolgten am 19. Januar 1974 zur Gründung des Bistums Registro und am 3. März 1999 zur Gründung des Bistums Caraguatatuba.

## Bischöfe von Santos
- José Maria Parreira Lara, 1924–1934, dann Bischof von Caratinga
- Paulo de Tarso Campos, 1935–1941, dann Bischof von Campinas
- Idílio José Soares, 1943–1966
- David Picão, 1966–2000
- Jacyr Francisco Braido CS, 2000–2015
- Tarcísio Scaramussa SDB, seit 2015